# 愛知県道409号東赤沢植田線
愛知県道409号東赤沢植田線（あいちけんどう409ごう ひがしあかざわうえたせん）は、愛知県豊橋市内を通る一般県道である。

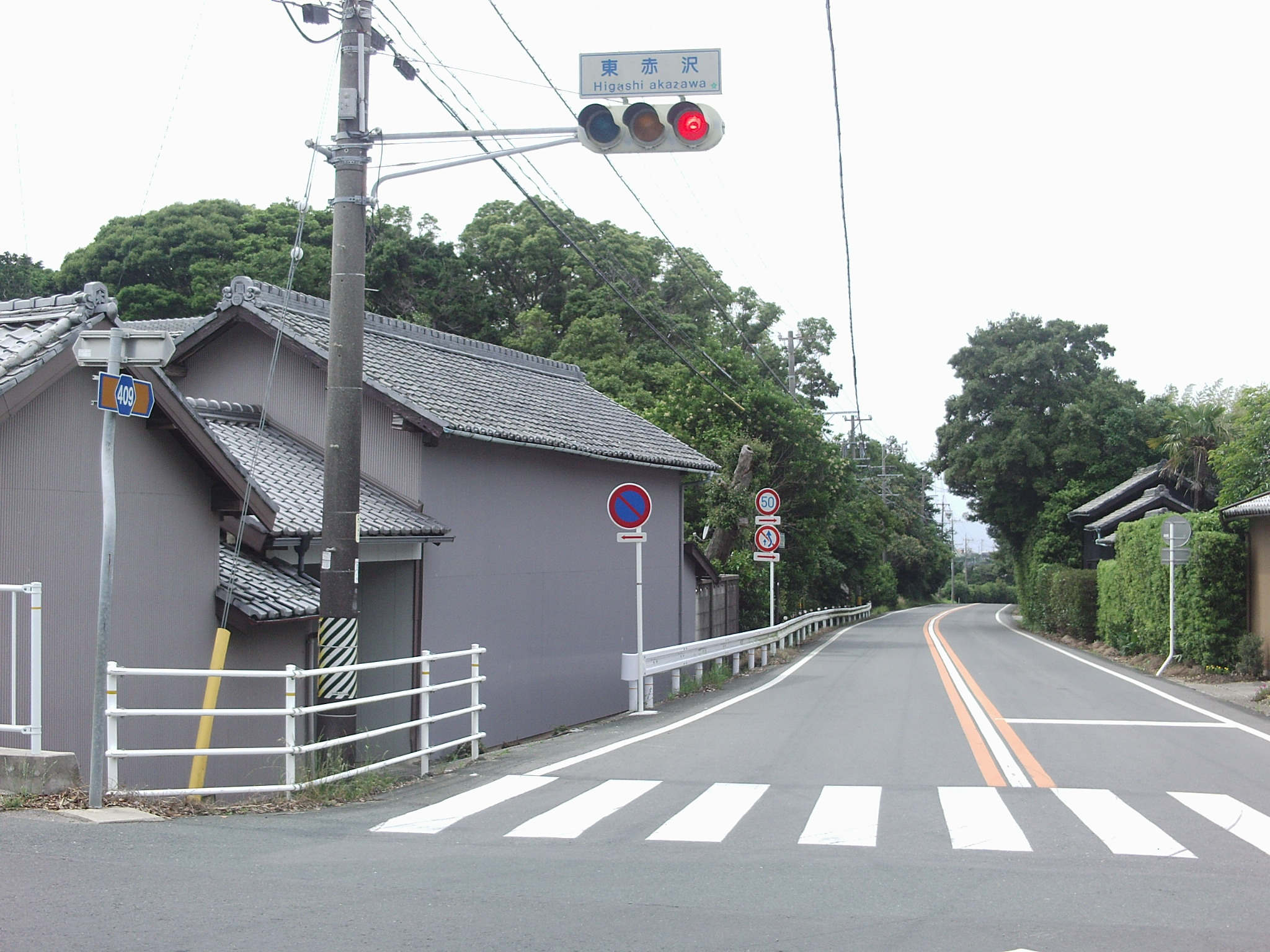
起点の東赤沢町。表浜街道に接する。

## 概要

### 路線データ
- 起点：愛知県豊橋市東赤沢町（東赤沢交差点）
- 終点：愛知県豊橋市植田町（稲場交差点）
- 総延長：約5.5km

## 沿革
- 1959年12月15日 認定

## 別名
- 富士見街道（豊橋市）

## 接続する道路
- 国道42号（表浜街道）（東赤沢交差点）
- 愛知県道410号伊古部老津線（富士見台交差点）
- 国道259号（田原街道）（稲場交差点）
- 愛知県道408号野依植田線（野依街道）（国道259号経由）

## 沿線
- 豊川用水万場調整池
- ピアゴ大清水店
- 愛知県立豊橋南高等学校
- 豊橋鉄道渥美線 大清水駅
- 植田大池